# Bayer CropScience
Die Bayer CropScience AG (BCS) war ein selbständiger Teilkonzern der Bayer AG mit Sitz in Monheim am Rhein. Im Zuge der Neustrukturierung von Bayer war der Teilkonzern im Oktober 2002 aus der ehemaligen Pflanzenschutzsparte der Bayer AG und dem vom Aventis-Konzern im Jahr 2001 übernommenen Bereich Aventis CropScience gebildet worden. Wichtige deutsche Produktionsstandorte waren in Dormagen, im Industriepark Höchst (Frankfurt am Main) und im Chemiepark Knapsack (Hürth). Die Zentrale für das Europageschäft von BCS (EMEA) befand sich im französischen Lyon.
Anfang 2016 wurde Bayer Cropscience im Rahmen der neuen Konzernstrategie „New Bayer“, wie die anderen Teilkonzerne schrittweise aufgelöst und als Geschäftsfeld in den Gesamtkonzern integriert.

## Hintergrund
Bayer CropScience war ein agrochemisches Unternehmen, bestand aus rund 90 Gesellschaften weltweit und gliederte sich operativ in drei große Bereiche:
- Crop Protection (CP)
- Environmental Science (ES)
- Bio Science (BS)

Der Bereich Crop Protection stellte mit 80,4 Prozent Anteil am gesamten Umsatz des Unternehmens den größten Teilbereich dar. Dieses Geschäftsfeld umfasste den chemischen Pflanzenschutz im Bereich der Landwirtschaft. Environmental Science umfasste alle nichtlandwirtschaftlichen Anwendungen. Dazu zählten zum Beispiel Produkte zur Rasenpflege sowie diverse Insektenbekämpfungsmittel. Bio Science bot Lösungen im Bereich der Biotechnologie und Pflanzenzucht an.

## Unternehmensbereiche

### AgraQuest
2012 hat Bayer CropScience für 425 Millionen US-Dollar (rund 340 Millionen Euro) AgraQuest, einen 1995 gegründeten Spezialisten für biologischen Pflanzenschutz, übernommen. Das Unternehmen hatte seinen Sitz im kalifornischen Davis.
Zu seinen Produkten zählten verschiedene Fungizide auf der Basis von Bacillus subtilis (Stamm QST 713) und das aus Terpenen bestehende Insektizid Requiem.

## Werke

### Europa
- Lyon (Hauptsitz)

### Nordamerika
- Research Triangle Park, North Carolina (Hauptsitz)
- West Sacramento, Kalifornien
- DeWitt (Arkansas)
- Lubbock (Texas)
- Memphis (Tennessee)
- Institute (West Virginia) (Chemical Valley)
- Kansas City (Kansas)
- Muskegon, Michigan
- Pasadena (Kalifornien)
- Shakopee, Minnesota[6]

### Asien
- Singapur (Hauptsitz)

## Produkte und Folgen
Im September 2011 kündigte die damalige Vorstandsvorsitzende Sandra Peterson an, bis 2015 die Ausgaben für die Grüne Gentechnik auf 400 Mio. Euro pro Jahr zu verdoppeln. Insgesamt sollten die Ausgaben für Forschung und Entwicklung im Saatgutbereich um 20 % auf 850 Mio. pro Jahr steigen. Im klassischen Pflanzenschutz wollte man sich von älteren Mitteln trennen, unter anderem sollten bis 2012 alle Insektizide, die von der WHO als besonders schädlich bewertet werden, aus dem Programm genommen werden.

### Clothianidin
Ende April und Anfang Mai 2008 kam es in einigen Regionen in Südwestdeutschland zu einem Bienensterben, bei dem etwa 11.000 Völker teilweise erheblich geschädigt wurden. Der Wirkstoff Clothianidin, welcher unter anderem in Beizmitteln von Bayer CropScience enthalten war, wurde als Ursache identifiziert. Er war durch Abdrift von Saatgutstäuben bei der Aussaat in benachbarte Pflanzenbestände gelangt. Die Behörden setzten die Zulassung Neonicotinoide-haltiger Insektizide daraufhin aus und verordneten, dass eine höhere Beizqualität und eine Reduzierung der Abdrift bei der Aussaat sichergestellt werden müssen.

### Vermischungen mit transgenem Reis
2006 berichtete Bayer CropScience, dass Spuren einer transgenen Reissorte, die in der Testphase befindlich und noch nicht zugelassen war, in die Nahrungs- und Futtermittelkette in den USA gelangt waren. Dadurch sind laut USDA und FDA keine Gesundheits- oder Umweltrisiken entstanden. Laut der Europäischen Kommission wurden im September 2006 in Reisimporten aus den USA Spuren der Reissorte gefunden. Bayer CropScience wurde im März 2011 von einem Gericht in Stuttgart (Arkansas) zu einer Schadensersatzzahlung von 136,8 Millionen Dollar an Riceland Foods verurteilt, da der Export von konventionellem Reis durch Riceland Foods aufgrund von entsprechenden EU-Auflagen gestoppt werden musste.

## Lobbyismus
Im Aufsichtsrat der Bayer Crop Science sitzt Joachim Rukwied, Präsident des Deutschen Bauernverbands.